# Maliuta Skurátov

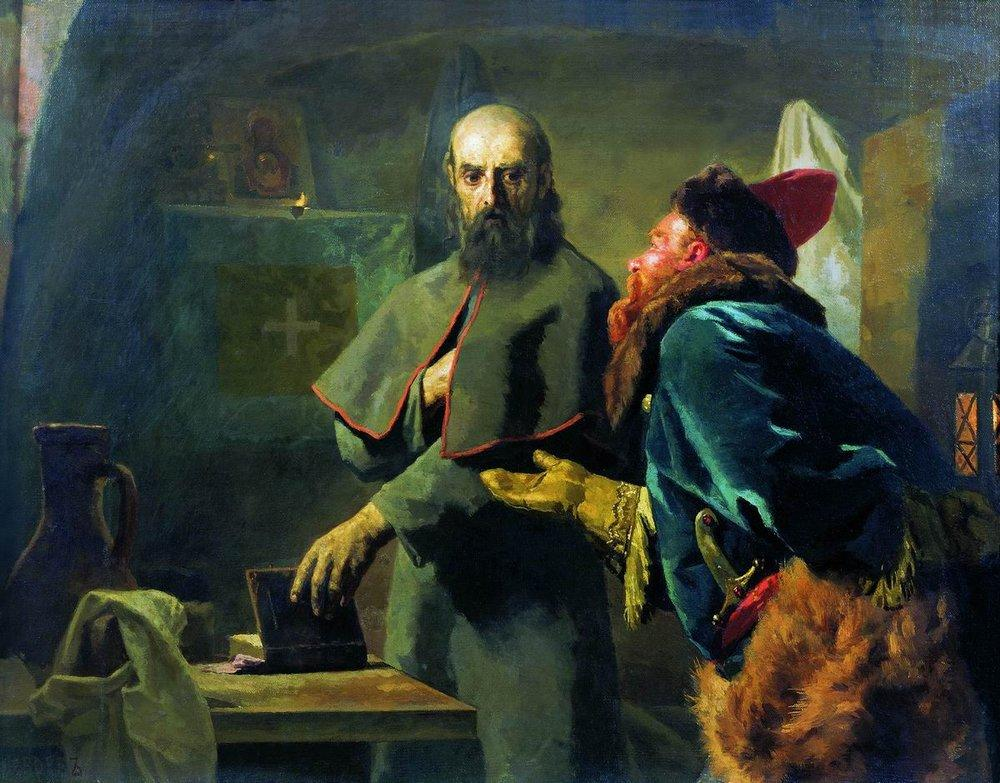
Maliuta Skurátov e o metropolita Felipe. Por Nikolái Névrev, 1898.

Grigori Lukiánovich Skurátov-Belski (em russo, Григо́рий Лукья́нович Скура́тов-Бе́льский), mais conhecido como Maliuta Skurátov (Малю́та Скура́тов) (? - 1 de janeiro de 1573), foi um dos líderes mais odiados da Opríchnina durante o reinado de Ivã, o Terrível. 
Maliuta Skurátov alcançou importância em 1569, por ter executado Vladimir de Stáritsa, o único primo de Ivã, o Terrível e possível pretendente ao trono. Em dezembro de 1569, Maliuta Skurátov estrangulou o ex metropolita de Moscou, Felipe II, por ordem do tsar, devido a sua crítica contra a Opríchinina.
Em janeiro de 1570, Skurátov dirigiu uma expedição de castigo contra Novgorod, matando milhares de cidadãos suspeitos de traição. Em 1571, Skurátov ficou encarregado da investigação das causas da derrota do exército russo na guerra contra o exército do Cã da Crimeia, Devlet I Giray.
Miliuta Skurátov foi assassinado durante o cerco de Paide na Guerra da Livônia em 1573. Seus restos se encontram ao lado da tumba de seu pai no Monastério de Lósif-Volokoamski.